# 951 هـ
951 هـ هي سنة في التقويم الهجري امتدت مقابلةً في التقويم الميلادي بين سنتي 1544 و1545.

## مواليد
- حسن كافي الاقحصاري

## وفيات
- عصام الدين الإسفراييني